# Campionato italiano femminile di hockey su ghiaccio 2014-2015
Il Campionato italiano femminile di hockey su ghiaccio 2013-2014 è la venticinquesima edizione di questo torneo, organizzato dalla FISG.

## Partecipanti
Il torneo, che ha avuto inizio nel mese di novembre, è tornato a cinque squadre. L'Hockey Club Feltreghiaccio, che nella stagione precedente aveva preso il posto dell'HC Agordo, rinunciò per motivi economici all'iscrizione, e le giocatrici confluirono nella neonata sezione femminile dell'Alleghe, le Alleghe Hockey Girls. L'altra compagine neoiscritta fu la sezione femminile dei Torino Bulls. Confermate invece le altre tre partecipanti: EV Bozen Eagles (campionesse in carica), Real Torino e HC Lakers.
 Alleghe Girls
 Lakers
 EV Bozen Eagles
 Real Torino F.
 Torino Bulls F.

## Formula
La formula prevede un girone di andata e ritorno. La classifica al termine della regular season ha deciso la griglia dei play-off, con uno spareggio in gara unica tra le ultime due squadre classificate per l'accesso alle semifinali, e con semifinali e finale al meglio delle tre gare.

## Regular season
| Squadre         | Alleghe F.       | EV Bozen Eagles   | Lakers            | Real Torino      | Torino Bulls      |
| --------------- | ---------------- | ----------------- | ----------------- | ---------------- | ----------------- |
| Alleghe F.      |                  | 3:7 (20/12/2014)  | 6:0 (01/11/2014)  | 2:1 (16/11/2014) | 7:2 (10/01/2015)  |
| EV Bozen Eagles | 8:1 (01/02/2015) |                   | 17:0 (28/01/2015) | 4:1 (10/01/2015) | 11:1 (11/01/2015) |
| HC Lakers       | 0:4 (21/12/2014) | 1:8 (04/01/2015)  |                   | 0:4 (11/01/2015) | 2:1 (05/01/2015)  |
| Real Torino     | 2:0 (23/11/2014) | 0:3 (09/11/2014)  | 7:2 (08/11/2014)  |                  | 5:0 (10/12/2014)  |
| Torino Bulls F. | 2:8 (22/11/2014) | 0:13 (08/11/2014) | 3:0 (09/11/2014)  | 2:5 (14/01/2015) |                   |

Legenda: d.t.s.= dopo i tempi supplementari; d.r.= dopo i tiri di rigore

### Classifica
|    |                 |       |    |   |     |     |   |    |    |
|    | Teams           | Punti | PG | V | VOT | POT | P | GF | GS |
| 1. | EV Bozen Eagles | 24    | 8  | 8 | 0   | 0   | 0 | 71 | 7  |
| 2. | Real Torino F.  | 15    | 8  | 5 | 0   | 0   | 3 | 25 | 13 |
| 3. | Alleghe Girls   | 15    | 8  | 5 | 0   | 0   | 3 | 31 | 22 |
| 4. | Torino Bulls F. | 3     | 8  | 1 | 0   | 0   | 7 | 11 | 51 |
| 5. | Lakers          | 3     | 8  | 1 | 0   | 0   | 7 | 5  | 50 |

Legenda: PG = partite giocate; V = vittorie conseguite nei tempi regolamentari; VOT= vittorie conseguite ai tempi supplementari o ai rigori; POT = sconfitte subite ai tempi supplementari o ai rigori; P = sconfitte subite nei tempi regolamentari; GF = reti segnate; GS = reti subite

## Spareggio
| Arbitro: | Simone Lega |

|                                                                     |           |  |
| A. Ceruti (S. Carignano, S. V. Di Casimiro) 8:52 S. Carignano 18:59 | Marcatori |  |

## Play-off
|  | Semifinali | Semifinali      | Semifinali      | Semifinali | Semifinali |  |  | Finale          | Finale          | Finale          | Finale | Finale |  |
|  |            |                 |                 |            |            |  |  |                 |                 |                 |        |        |  |
|  | 1          | EV Bozen Eagles | EV Bozen Eagles | 11         | 15         |  |  |                 |                 |                 |        |        |  |
|  | 4          | Torino Bulls F. | Torino Bulls F. | 0          | 0          |  |  | EV Bozen Eagles | EV Bozen Eagles | EV Bozen Eagles | 4      | 7      |  |
|  | 2          | Real Torino F.  | Real Torino F.  | 4          | 2          |  |  | Real Torino F.  | Real Torino F.  | Real Torino F.  | 0      | 0      |  |
|  | 3          | Alleghe Girls   | Alleghe Girls   | 0          | 1          |  |  |                 |                 |                 |        |        |  |
|  |            |                 |                 |            |            |  |  |                 |                 |                 |        |        |  |
|  |            |                 |                 |            |            |  |  | Finale 3º posto |                 |                 |        |        |  |
|  |            |                 |                 |            |            |  |  |                 |                 |                 |        |        |  |
|  |            |                 |                 |            |            |  |  | Torino Bulls F. | Torino Bulls F. | 0               | 3‡     | 0      |  |
|  |            |                 |                 |            |            |  |  | Alleghe Girls   | Alleghe Girls   | 7               | 2      | 9      |  |

†: partita terminata ai supplementari; ‡: partita terminata ai tiri di rigore

### Semifinali

#### Gara 1
| Arbitri: | Jeremi Bassani Giulio Soia |

|  |           |                                                                                                |
|  | Marcatori | 22:09 A. De la Forest (M. Masperi) 46:15 F. Galtieri 48:02 A. De la Forest 53:28 E. Ballardini |

| Arbitri: | Piero Giacomozzi Laura Sartori |

| |           |  |
| A. Gasperini (C. Furlani, E. Dalprà) 13:05 E. Dalprà 15:39 B. Larger (S. Gius) 18:34 A. Gasperini (C. Furlani, E. Dalprà) 20:54 N. Zaccherini (C. Furlani) 30:49 E. Bonafini (F. Stocker) 34:21 B. Larger (C. Saletta) 37:20 N. Mattivi 39:48 C. Furlani (A. Gasperini, N. Zaccherini) 51:02 E. Bonafini (A. Muraro) 51:31 E. Dalprà 54:04 | Marcatori |  |

#### Gara 2
| Arbitri: | Willy Vinicio Volcan Stefano Terragni |

|                                                                     |           |                                |
| F. Galtieri 29:11 E. Ballardini (F. Galteri, A. De la Forest) 40:31 | Marcatori | 17:25 L. De Rocco (H. Caldart) |

| Arbitri: | Willy Vinicio Volcan Stefano Terragni |

|  |           | |
|  | Marcatori | 4:38 C. Saletta 7:03 C. Saletta (J. Peroff) 7:36 N. Mattivi 22:05 C. Saletta (N. Zaccherini) 26:31 A. Gasperini (B. Larger, N. Ebnicher) 29:55 C. Saletta (J. Peroff, E. Bonafini) 31:01 N. Mattivi (A. Orlandini, A. Gasperini) 34:14 N. Mattivi (B. Larger) 35:26 E. Bonafini (M. Campo Bagatin) 37:16 M. Campo Bagatin 39:14 S. Gius (B. Larger, C. Saletta) 49:07 A. Orlandini (J. Peroff) 53:32 S. Gius (A. Gasperini) 53:41 J. Peroff (N. Mattivi, C. Saletta) 58:32 E. Bonafini |

### Finale 3º posto

#### Gara 1
| Arbitro: | Willy Vinicio Volcan |

|  |           | |
|  | Marcatori | 2:59 L. De Rocco (H. Caldart) 10:33 M. Angeloni (N. Caldart) 21:58 R. Fiorese (C. Palmieri, M. Angeloni) 24:57 R. Fiorese (M. Angeloni, N. Caldart) 37:36 M. Da Rech (H. Caldart, F. Zandegiacomo) 44:15 F. Zandegiacomo 53:48 F. Zandegiacomo (S. Toffano) |

#### Gara 2
| Arbitro: | Claudio Pianezze |

|                                                                                    |                |                                                             |
| F. Zandegiacomo (S. Toffano) 31:45 M. Angeloni (M. Da Rech, F. Zandegiacomo) 41:01 | Marcatori      | 5:48 S. Carignano 26:40 S. Carignano 65:00 A. Ceruti (rig.) |
|                                                                                    | Shootout 1 – 2 |                                                             |

#### Gara 3
| Arbitro: | Luca Cassol |

| |           |  |
| F. Zandegiacomo (S. Toffano) 3:33 H. Caldart (F. Zandegiacomo) 9:27 F. Zandegiacomo (S. Toffano) 15:03 S. Toffano (F. Zandegiacomo) 31:08 F. Zandegiacomo (L. De Rocco) 33:16 S. Toffano (F. Zandegiacomo) 42:06 M. Angeloni (F. Zandegiacomo) 43:04 S. Toffano 44:06 L. De Rocco (S. Toffano) 58:23 | Marcatori |  |

### Finale

#### Gara 1
| Arbitri: | Willy Vinicio Volcan Massimo Traversa |

|  |           | |
|  | Marcatori | 14:45 C. Furlani 29:23 C. Saletta (C. Furlani, E. Dalprà) 38:35 B. Larger (S. Gius) 53:58 B. Larger |

#### Gara 2
| Arbitro: | Manuel Manfroi |

| |           |  |
| S. Gius 9:09 A. Gasperini 11:08 C. Furlani (E. Dalprà, C. Saletta) 16:04 M. Campo Bagatin (H. Elliscasis, A. Gasperini) 16:51 B. Larger (E. Bonafini, F. Stocker) 25:35 E. Dalprà 50:50 E. Dalprà (C. Saletta, C. Furlani) 55:49 | Marcatori |  |

L'EV Bozen Eagles vince il suo sesto titolo.